# Canton de Fayl-Billot
Le canton de Fayl-Billot est une ancienne division administrative française située dans le département de la Haute-Marne et la région Champagne-Ardenne.

## Géographie
Ce canton était organisé autour de Fayl-Billot dans l'arrondissement de Langres. Son altitude  moyenne est de 325 m.

## Représentation

### Conseillers d'arrondissement (de 1833 à 1940)
| Période                                  | Période      | Identité                                    | Étiquette   | Qualité |
| ---------------------------------------- | ------------ | ------------------------------------------- | ----------- | --- |
| 1833                                     | 1836         | Amable Thiberge                             |             | Médecin, maire de Bussières-lès-Belmont                                                                     |
| 1836                                     | 1839         | Jean Brugnon (1779-1848)                    |             | Chirurgien, maire de Fayl-Billot                                                                            |
| 1839                                     | 1848         | Jean Richard de Besancenet (1795-1873)      |             | Chef d'escadron, propriétaire à Corgirnon, Champsevraine                                                    |
|                                          |              |                                             |             | |
| 1889                                     | 1890 (décès) | Victor-Joseph Goublet (1832-1890)           | Monarchiste | Capitaine d'infanterie, propriétaire à Fayl-Billot                                                          |
| 1890                                     | 1904         | Émile Parisot (1840-1906)                   | Républicain | Cultivateur à Rosoy-sur-Amance                                                                              |
| 1904                                     | 1910         | Jean de Tricornot                           | Droite      | Propriétaire à Farincourt                                                                                   |
| 1910                                     | 1928         | M. Raclot                                   | Droite      | Vétérinaire à Fayl-Billot                                                                                   |
| 1928                                     | 1940         | Léon Parisot (1882-1970, neveu d'E.Parisot) | Républicain | Éleveur, maire de Rosoy-sur-Amance                                                                          |
| 1940                                     |              |                                             |             | Les conseils d'arrondissement ont été suspendus par la loi du 12 octobre 1940 et n'ont jamais été réactivés |
| Les données manquantes sont à compléter. |              |                                             |             | |

### Conseillers généraux de 1833 à 2015
| Période | Période          | Identité                               | Étiquette   | Qualité |
| ------- | ---------------- | -------------------------------------- | ----------- | --- |
| 1833    | 1835             | Claude Antoine Buisson de Farincourt   |             | Maître de forges, maire de Farincourt Décédé en fonction                                                                 |
| 1836    | 1867             | Amable Thiberge                        |             | Docteur en médecine Maire de Bussières-lès-Belmont, conseiller d'arrondissement Président du Conseil Général (1852-1859) |
| 1867    | 1873             | Baron Jean-Baptiste de Tricornot       |             | Maître de forges Propriétaire, maire de Saulles (1867-1873) Décédé en fonction                                           |
| 1873    | 1883             | Baron Adrien de Tricornot              | Droite      | Colonel de cavalerie Maire et propriétaire à Saulles Fils du précédent                                                   |
| 1883    | 1889             | Jean-Noël Gonget                       | Républicain | Ancien avoué à Dijon Ancien Maire de Bussières-lès-Belmont                                                               |
| 1889    | 1902             | Baron Adrien de Tricornot              | Droite      | Maire de Saulles Décédé en fonction                                                                                      |
| 1903    | 1910 (décès)     | Henri de Tricornot de Rose (1850-1910) | Droite      | Maître de forges Maire de Farincourt Frère du précédent Décédé en fonction                                               |
| 1910    | 1931             | Pierre Tribet                          | Droite      | Docteur en médecine Maire de Fayl-Billot                                                                                 |
| 1931    | 1937             | Louis Cousin                           | Rad.        | Instituteur, maire de Bussières-lès-Belmont                                                                              |
| 1937    | 1940             | Charles Aubertin                       | PSF         | Négociant en osier Maire de Fayl-Billot (1934-1937), puis conseiller municipal Nommé conseiller départemental en 1943    |
|         |                  |                                        |             | |
| 1945    | 1973             | Charles Aubertin                       | DVD-RPF     | Négociant en osier Maire de Fayl-Billot                                                                                  |
| 1973    | 1996 (démission) | Pierre Moris                           | DVD         | Docteur vétérinaire à Fayl-Billot                                                                                        |
| 1996    | 2015             | Bernard Gendrot                        | DVD         | Notaire, maire de Fayl-Billot Vice-Président délégué aux finances Elu en 2015 dans le Canton de Chalindrey               |

## Composition
Le canton de Fayl-Billot regroupait 18 communes et comptait 4 523 habitants (recensement de 1999 sans doubles comptes).
| Communes         | Population (2012) | Code postal | Code Insee |
| ---------------- | ----------------- | ----------- | ---------- |
| Belmont          | 47                | 52500       | 52043      |
| Champsevraine    | 902               | 52500       | 52083      |
| Chaudenay        | 299               | 52600       | 52119      |
| Farincourt       | 51                | 52500       | 52195      |
| Fayl-Billot      | 1 419             | 52500       | 52197      |
| Genevrières      | 169               | 52500       | 52213      |
| Gilley           | 65                | 52500       | 52223      |
| Grenant          | 149               | 52500       | 52229      |
| Les Loges        | 126               | 52500       | 52290      |
| Poinson-lès-Fayl | 161               | 52500       | 52394      |
| Pressigny        | 233               | 52500       | 52406      |
| Rougeux          | 141               | 52500       | 52438      |
| Saulles          | 48                | 52500       | 52464      |
| Savigny          | 59                | 52500       | 52467      |
| Torcenay         | 546               | 52600       | 52492      |
| Tornay           | 51                | 52500       | 52493      |
| Valleroy         | 29                | 52500       | 52503      |
| Voncourt         | 28                | 52500       | 52546      |

## Démographie
| 1962  | 1968  | 1975  | 1982  | 1990  | 1999  | 2009  |
| ----- | ----- | ----- | ----- | ----- | ----- | ----- |
| 5 490 | 5 806 | 5 546 | 5 264 | 4 894 | 4 523 | 4 465 |